# Praha-Satalice (nádraží)
Praha-Satalice je železniční stanice na trati Praha–Turnov, která leží na území městské části Praha-Satalice na adrese K nádraží 25/1. Sousedními dopravnami jsou výhybna Skály ve směru do Prahy a železniční stanice Praha-Čakovice ve směru do Neratovic. Staniční budova je od roku 2002 chráněna jako kulturní památka České republiky.

## Historie
Provoz tratě Turnovsko-kralupsko-pražské dráhy i satalického nádraží byl zahájen v roce 1872. Staniční budova se zachovala v původní podobě dodnes. Vlaky nejprve jezdily na Denisovo nádraží, po jeho zrušení v roce 1972 končily na nádraží Vysočany.
Obec Satalice byla v roce 1974 připojena k hlavnímu městu Praze a od roku 1976 nese zdejší stanice současný název Praha-Satalice. V minulosti na nádraží v Satalicích sloužili přednosta stanice, nákladní pokladník, osobní pokladník a staniční dělník (tzv. pakr). Dnes[kdy?] jsou ve stanici ve směně pouze výpravčí a signalisté. Ve stanici bylo ve 20. letech 20. století zřízeno elektromechanické zabezpečovací zařízení s řídícím přístrojem v dopravní kanceláři a dvěma závislými výhybkářskými přístroji, které ve stanici fungují dodnes. Na odbočku Skály byl zaveden hradlový poloautomatický blok a do stanice Čakovice telefonické dorozumívání (dnes automatické hradlo). Ve stanici byly zřízeny postupem času tři vlečky a nákladiště. Nakládka a vykládka v této stanici byla velmi vysoká, v 70. letech zajíždělo pro přistavení a odvoz vozů do Satalic 5 manipulačních vlaků denně. Ve stanici na dnes již také zrušené druhé manipulační koleji byla zřízena kolejová váha. V souvislostí s výstavbou sídliště Prosek byla stanice využívána pro dovoz vybavení bytových jednotek. Od 90. let je nakládka v útlumu, a tak z dnešních tří vleček je pravidelně obsluhována pouze jedna, společnosti Český plyn, k. s., která vychází z čakovického zhlaví. 

## Technické údaje
Železniční stanice Praha-Satalice má 4 dopravní koleje (1, 3, 5, 7), po kterých se uskutečňují jízdy vlaků. Manipulační kolej č. 9 se využívá pro odstavování vozů a pro občasné nakládání šrotu z místní sběrny kovů. Výhybky v hlavních kolejích jsou ústředně přestavované ze stavědla a obsluhují je signalisté na stavědlech. Mezi odbočkou Skály a stanicí Satalice byl do června 2012 hradlový poloautomatický blok, který byl v železniční síti naprostou raritou. Jednalo se totiž o HPB, které bylo doplněno o traťové souhlasy, které byly vždy v bezsouhlasovém stavu (HPB je vždy v souhlasovém stavu). V červnu 2012 v souvislosti s přechodem na dálkové řízení odb. Skály se traťové zabezpečovací zařízení HPB nahradilo modernějším automatickým hradlem. Návěstidla ve stanici jsou světelná, typu AŽD, s rychlostní návěstní soustavou. V dopravní kanceláři jsou zřízeny indikační prvky přejezdových zabezpečovacích zařízení AŽD 71. Tyto přejezdy se nacházejí v mezistaničním úseku Praha-Čakovice – Praha-Satalice. Indikační a ovládací prvky přejezdu AŽD 71 ve stanici jsou zřízeny na stavědle 2 u signalisty. Výprava vlaků se zabezpečuje postavením hlavního návěstidla na návěst dovolující jízdu. V provozu je ze tří původních vleček jen jedna – Plynárna.

## Po roce 2000
Stanice a vlaky jsou součástí Pražské integrované dopravy PID. Ve stanici zastavují pouze osobní vlaky v půlhodinovém taktu a jeden spěšný vlak, rychlíky stanicí projíždí. Vedle osobních vlaků Českých drah v této stanici staví osobní vlaky (městská linka S34) dopravce KŽC na Masarykovo nádraží. Právě po zavedení těchto vlaků se frekvence cestujících mírně zvýšila. Nákladní přepravu zajišťuje manipulační vlak společnosti ČD Cargo, a to zpravidla v pracovní dny jednou denně.
Výpravní budova přešla od roku 2016 do majetku SŽDC, pozdější Správy železnic. Čekárna se otevírá pouze v zimním období, nemá žádný vnitřní inventář. Zpoždění vlaků se vypisuje na tabuli před dopravní kanceláří.

## Satalické nádraží ve filmu
Ve stanici se natáčelo několik filmů a seriálů. Naposledy v roce 1999, kdy se nádraží pro potřeby německého seriálu přejmenovávalo na Pieschen. Několik záběrů stanice se objevilo i ve filmu Rodinné trampoty oficiála Tříšky.